# Panna Nikt
Pour les articles homonymes, voir Miss Nobody.
Pour plus de détails, voir Fiche technique et Distribution.
Panna Nikt est un film polonais réalisé par Andrzej Wajda, sorti en 1996. C'est l'adaptation du roman du même nom publié par l'écrivain Tomasz Tryzna en 1988. Le film est en sélection officielle à la Berlinale 1997.

## Fiche technique
- Titre français : Panna Nikt.
- Réalisation : Andrzej Wajda.
- Scénario : Radoslaw Piwowarski d'après Tomasz Tryzna.
- Pays d'origine : Pologne.
- Format : couleurs - 35 mm.
- Genre : drame.
- Durée : 98 minutes.
- Date de sortie : 1996.

## Distribution
- Anna Wielgucka : Marysia Kawczak.
- Anna Mucha : Kasia Bogdanska.
- Anna Powierza : Ewa.
- Stanisława Celińska : Ewa.
- Jan : le père de Marysia.
- Malgorzata Potocka : la mère d'Ewa.
- Leszek Teleszynski : le père d'Ewa.
- Malgorzata Pieczynska : la mère de Kasia.
- Adam Siemion : Tadzio, le frère de Marysia.

## Distinctions
Le film a été présenté en sélection officielle en compétition lors de Berlinale 1997.